# Faizon Love

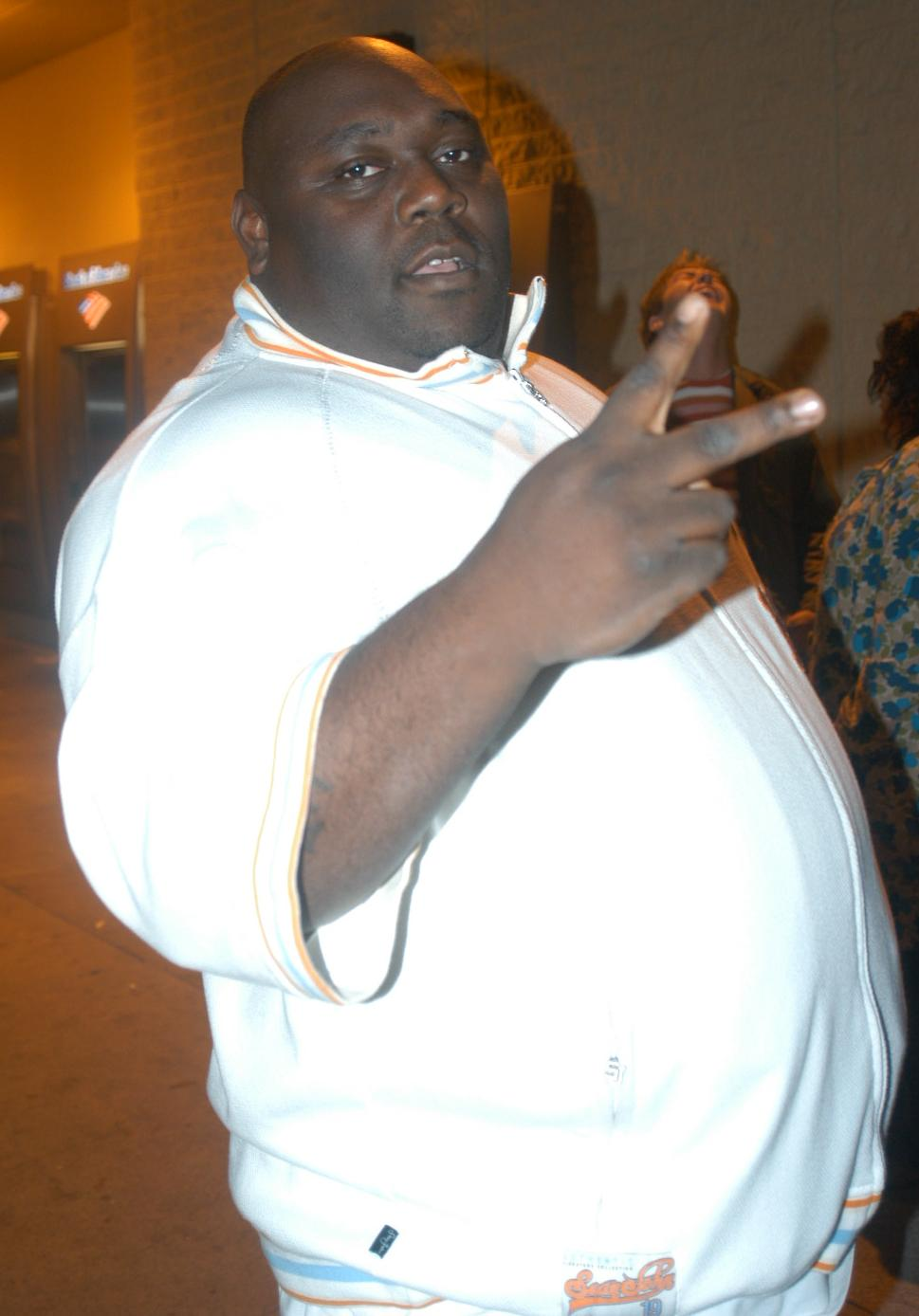
Faizon Love (2005)

Faizon Love (* 14. Juni 1968 in Santiago de Cuba als Langston Faizon Santisima) ist ein US-amerikanischer Schauspieler kubanischer Abstammung.

## Leben und Leistungen
Love wuchs in Newark (New Jersey) und in San Diego (Kalifornien) auf. Er debütierte in einer Sprechrolle im Zeichentrickfilm Bébé's Kids aus dem Jahr 1992. In der Komödie Meteor Man (1993) war er in einer kleinen Nebenrolle an der Seite von dem auch als Regisseur und Drehbuchautor tätigen Robert Townsend zu sehen. In der Komödie Friday (1995) spielte er an der Seite von Ice Cube und Chris Tucker eine der größeren Rollen.
Weitere größere Rollen übernahm Love u. a. in der Sportkomödie Helden aus der zweiten Reihe (2000) mit Keanu Reeves und Gene Hackman, in der Komödie Mr. Bones (2001), in der Komödie Buddy – Der Weihnachtself (2003) mit Will Ferrell und James Caan sowie in der Komödie Zum Glück geküsst (2006) mit Lindsay Lohan. Bei der Komödie Tao of the Golden Mask (2007) war er als Regisseur und Drehbuchautor tätig. Diese Arbeit brachte ihm im Jahr 2007 den Action on Film Award des Action on Film International Film Festivals.
Außerdem gab er Sean „Sweet“ Johnson, dem Bruder von der Hauptfigur Carl „CJ“ Johnson, in dem Spiel Grand Theft Auto: San Andreas (2004) seine Stimme.

## Filmografie (Auswahl)
- 1992: Bébé’s Kids (Stimme)
- 1993: Schieß auf die Weißen (Fear of a Black Hat)
- 1993: Meteor Man (The Meteor Man)
- 1995: Friday
- 1995–1998: The Parent ‘Hood (Fernsehserie, 70 Folgen)
- 1996: Hip Hop Hood – Im Viertel ist die Hölle los (Don’t Be a Menace to South Central While Drinking Your Juice in the Hood)
- 1996: Mister Bombastic (A Thin Line Between Love and Hate)
- 1997: Beverly Hills Beauties (B*A*P*S)
- 1997: Money Talks – Geld stinkt nicht (Money Talks)
- 1998: The Players Club
- 2000: Helden aus der zweiten Reihe (The Replacements)
- 2001: Made
- 2001: Mr. Bones
- 2002: Blue Crush
- 2003: Ride or Die – Fahr zur Hölle, Baby! (Ride or Die)
- 2003: Wonderland
- 2004: Hart am Limit (Torque)
- 2003: Buddy – Der Weihnachtself (Elf)
- 2005: Animal – Gewalt hat einen Namen (Double-T)
- 2006: Zum Glück geküsst (Just My Luck)
- 2006: Idlewild
- 2007: Das perfekte Weihnachten (The Perfect Holiday)
- 2007: Who’s Your Caddy?
- 2007: Tao of the Golden Mask
- 2009: My Name is Earl (Fernsehserie, Staffel 4, Folge 24)
- 2009: All Inclusive (Couples Retreat)
- 2009: A Day in the Life
- 2011: Big Mama’s Haus – Die doppelte Portion (Big Mommas: Like Father, Like Son)
- 2011: Der Zoowärter (Zookeeper, Stimme)
- 2017: Ripped
- 2020: Bulletproof 2
- 2020: Immer Ärger mit Grandpa (The War with Grandpa)
- 2023: The Last Stop in Yuma County